# Naomi Broady
Naomi Broady, née le 28 février 1990 à Stockport, est une joueuse de tennis britannique professionnelle.
Elle est la sœur du joueur de tennis Liam Broady.

## Carrière
Principalement active sur le circuit ITF, elle a gagné 9 titres en simple et 14 en double. Elle s'est notamment imposée à Fukuoka en 2014 et Midland en 2016.
Sur le circuit WTA, ses performances sont moindres. Elle y dispute une première finale en double en octobre 2016 avec Heather Watson à Hong Kong avant de remporter en avril 2018 un premier titre à Monterrey associée à Sara Sorribes Tormo. En catégorie WTA 125, elle dispute une finale à Taïwan en novembre 2017 avec Monique Adamczak.
En 2014, elle remporte son premier match en Grand Chelem à Wimbledon en renversant Tímea Babos (2-6, 7-67, 6-0). En 2015, elle est demi-finaliste à Québec alors qu'elle a été repêchée des qualifications.
Elle se fait remarquer sur le circuit WTA en 2016 avec un quart de finale à Auckland où elle bat Ana Ivanović, puis une demi-finale à Kuala Lumpur. Elle remporte un nouveau match en Grand Chelem contre Laura Robson à l'US Open.
Fin 2017, elle est quart de finaliste à Luxembourg puis demi-finaliste à Taïwan.

## Palmarès

### Titre en double dames
| No | Date       | Nom et lieu du tournoi        | Catégorie | Dotation  | Surface    | Partenaire          | Finalistes                      | Score            |          |
| -- | ---------- | ----------------------------- | --------- | --------- | ---------- | ------------------- | ------------------------------- | ---------------- | -------- |
| 1  | 02-04-2018 | Abierto GNP Seguros Monterrey | Intern'l  | 250 000 $ | Dur (ext.) | Sara Sorribes Tormo | Desirae Krawczyk Giuliana Olmos | 3-6, 6-4, [10-8] | Parcours |

### Finale en double dames
| No | Date       | Nom et lieu du tournoi                     | Catégorie | Dotation  | Surface    | Vainqueures                  | Partenaire     | Score    |          |
| -- | ---------- | ------------------------------------------ | --------- | --------- | ---------- | ---------------------------- | -------------- | -------- | -------- |
| 1  | 10-10-2016 | Prudential Hong Kong Tennis Open Hong Kong | Intern'l  | 250 000 $ | Dur (ext.) | Chan Hao-ching Chan Yung-jan | Heather Watson | 6-3, 6-1 | Parcours |

### Finales en double en WTA 125
| No | Date       | Nom et lieu du tournoi                  | Catégorie | Dotation  | Surface         | Vainqueures                          | Partenaire       | Score             |          |
| -- | ---------- | --------------------------------------- | --------- | --------- | --------------- | ------------------------------------ | ---------------- | ----------------- | -------- |
| 1  | 13-11-2017 | Taipei OEC Open Taipei                  | WTA 125   | 125 000 $ | Moquette (int.) | Veronika Kudermetova Aryna Sabalenka | Monique Adamczak | 2-6, 7-65, [10-6] | Parcours |
| 2  | 16-04-2018 | Zhengzhou Women's Tennis Open Zhengzhou | WTA 125   | 115 000 $ | Dur (ext.)      | Duan Ying-Ying Wang Yafan            | Yanina Wickmayer | 7-65, 6-3         | Parcours |

## Parcours en Grand Chelem

### En simple dames
| Année | Open d'Australie | Open d'Australie    | Internationaux de France | Internationaux de France | Wimbledon       | Wimbledon              | US Open        | US Open               |
| ----- | ---------------- | ------------------- | ------------------------ | ------------------------ | --------------- | ---------------------- | -------------- | --------------------- |
| 2008  | —                | —                   | —                        | —                        | Q1              | Rika Fujiwara          | —              | —                     |
| 2009  | —                | —                   | —                        | —                        | Q1              | Vitalia Diatchenko     | —              | —                     |
| 2010  | —                | —                   | —                        | —                        | Q1              | Nikola Hofmanova       | —              | —                     |
| 2011  | —                | —                   | —                        | —                        | 1er tour (1/64) | Anne Keothavong        | Q3             | Stéphanie Foretz      |
| 2012  | Q2               | Alison Riske        | Q1                       | Sesil Karatantcheva      | 1er tour (1/64) | Lourdes Domínguez Lino | Q1             | Xu Yifan              |
| 2013  | —                | —                   | —                        | —                        | Q2              | Caroline Garcia        | —              | —                     |
| 2014  | —                | —                   | —                        | —                        | 2e tour (1/32)  | Caroline Wozniacki     | Q1             | Tornado Alicia Black  |
| 2015  | Q1               | Urszula Radwańska   | Q2                       | Anastasia Rodionova      | 1er tour (1/64) | Mariana Duque Mariño   | Q3             | Anett Kontaveit       |
| 2016  | Q1               | Alizé Lim           | 1er tour (1/64)          | Coco Vandeweghe          | 1er tour (1/64) | Elina Svitolina        | 2e tour (1/32) | Agnieszka Radwańska   |
| 2017  | 1er tour (1/64)  | Daria Gavrilova     | Q1                       | Jil Teichmann            | 1er tour (1/64) | Irina-Camelia Begu     | Q3             | Nicole Gibbs          |
| 2018  | Q2               | Bibiane Schoofs     | —                        | —                        | 1er tour (1/64) | Garbiñe Muguruza       | Q2             | Georgina García Pérez |
| 2019  | Q1               | Ysaline Bonaventure | —                        | —                        | Q1              | Kristie Ahn            | —              | —                     |

N.B. : à droite du résultat se trouve le nom de l'ultime adversaire.

### En double dames
| Année | Open d'Australie                                                         | Open d'Australie                                                               | Internationaux de France                                                       | Internationaux de France                                                     | Wimbledon                                                                           | Wimbledon | US Open | US Open |
| ----- | ------------------------------------------------------------------------ | ------------------------------------------------------------------------------ | ------------------------------------------------------------------------------ | ---------------------------------------------------------------------------- | ----------------------------------------------------------------------------------- | --------- | ------- | ------- |
| 2010  | —                                                                        | —                                                                              | —                                                                              | —                                                                            | 1er tour (1/32) K. O'Brien \|\| style="text-align:left;" \| Hlaváčková Hradecká     | —         | —       |         |
| 2011  | —                                                                        | —                                                                              | —                                                                              | —                                                                            | 1er tour (1/32) Webley-Smith \|\| style="text-align:left;" \| Voráčová Voskoboeva   | —         | —       |         |
| 2012  | —                                                                        | —                                                                              | —                                                                              | —                                                                            | 1er tour (1/32) Konta \|\| style="text-align:left;" \| Peschke Srebotnik            | —         | —       |         |
|       |                                                                          |                                                                                |                                                                                |                                                                              |                                                                                     |           |         |         |
| 2014  | —                                                                        | —                                                                              | —                                                                              | —                                                                            | 1er tour (1/32) Daniilídou \|\| style="text-align:left;" \| Kops-Jones Spears       | —         | —       |         |
| 2015  | —                                                                        | —                                                                              | —                                                                              | —                                                                            | 1er tour (1/32) Webley-Smith \|\| style="text-align:left;" \| Mattek-Sands Šafářová | —         | —       |         |
| 2016  | —                                                                        | —                                                                              | 1er tour (1/32) Chirico \|\| style="text-align:left;" \| Diatchenko Voskoboeva | 3e tour (1/8) Watson \|\| style="text-align:left;" \| Görges Plíšková        | 2e tour (1/16) Rogers \|\| style="text-align:left;" \| Garcia Mladenovic            |           |         |         |
| 2017  | 1er tour (1/32) Watson \|\| style="text-align:left;" \| Knapp Minella    | 1er tour (1/32) Sanchez \|\| style="text-align:left;" \| Chan Hingis           | 2e tour (1/16) Watson \|\| style="text-align:left;" \| Flipkens Mirza          | 1er tour (1/32) Jurak \|\| style="text-align:left;" \| Barthel Witthöft      |                                                                                     |           |         |         |
| 2018  | 1er tour (1/32) Smith \|\| style="text-align:left;" \| Šafářová Strýcová | 1er tour (1/32) Linette \|\| style="text-align:left;" \| Jakupović Khromacheva | 1er tour (1/32) Muhammad \|\| style="text-align:left;" \| McHale Ostapenko     | 2e tour (1/16) Collins \|\| style="text-align:left;" \| Bacsinszky Zvonareva |                                                                                     |           |         |         |
| 2019  | —                                                                        | —                                                                              | —                                                                              | —                                                                            | 1er tour (1/32) Bains \|\| style="text-align:left;" \| Krejčíková Siniaková         | —         | —       |         |
|       |                                                                          |                                                                                |                                                                                |                                                                              |                                                                                     |           |         |         |
| 2021  | —                                                                        | —                                                                              | —                                                                              | —                                                                            | 1er tour (1/32) Burrage \|\| style="text-align:left;" \| Kužmová Rus                | —         | —       |         |

N.B. : le nom de la partenaire se trouve sous le résultat ; les noms des ultimes adversaires se trouvent à droite.

### En double mixte
| Année | Open d'Australie | Open d'Australie | Internationaux de France | Internationaux de France | Wimbledon                                                                         | Wimbledon | US Open | US Open |
| ----- | ---------------- | ---------------- | ------------------------ | ------------------------ | --------------------------------------------------------------------------------- | --------- | ------- | ------- |
| 2014  | —                | —                | —                        | —                        | 1/4 de finale Skupski \|\| style="text-align:left;" \| Dushevina Qureshi          | —         | —       |         |
|       |                  |                  |                          |                          |                                                                                   |           |         |         |
| 2016  | —                | —                | —                        | —                        | 1er tour (1/32) Broady \|\| style="text-align:left;" \| Dabrowski Monroe          | —         | —       |         |
| 2017  | —                | —                | —                        | —                        | 2e tour (1/16) Broady \|\| style="text-align:left;" \| Hradecká Jebavý            | —         | —       |         |
| 2018  | —                | —                | —                        | —                        | 2e tour (1/16) Skupski \|\| style="text-align:left;" \| Larsson Middelkoop        | —         | —       |         |
| 2019  | —                | —                | —                        | —                        | 1er tour (1/32) J. O'Mara \|\| style="text-align:left;" \| Y. Zhaoxuan Middelkoop | —         | —       |         |

N.B. : le nom du partenaire se trouve sous le résultat ; les noms des ultimes adversaires se trouvent à droite.

## Classements WTA en fin de saison
| Année          | 2006 | 2007 | 2008 | 2009 | 2010 | 2011 | 2012 | 2013 | 2014 | 2015 | 2016 | 2017 | 2018 | 2019 | 2020 | 2021 |
| Rang en simple | 1464 | 713  | 444  | 444  | 232  | 201  | 277  | 256  | 158  | 118  | 88   | 120  | 199  | 462  | 511  | 728  |
| Rang en double | –    | 556  | 491  | 621  | 349  | 307  | 232  | 144  | 191  | 138  | 66   | 91   | 83   | 138  | 148  | 313  |

Source : (en) Classements de Naomi Broady sur le site officiel de la Fédération internationale de tennis